# Buteo solitarius
El busardo hawaiano (Buteo solitarius) es una especie de ave falconiforme de la familia Accipitridae endémica de Hawái. Es fácilmente reconocible por su corpulento cuerpo, en relación con su estatura y envergadura. No se conocen subespecies.
El busardo de Hawái es el único busardo originario de Hawái, y solo se reproducen en la Isla Grande al pie de los árboles `ohi'a lehua. En los Estados Unidos esta especie está protegida y es clasificada como especie en peligro de extinción. Sin embargo, la UICN la clasifica de casi amenazada.

## Descripción
El busardo de Hawái mide entre 40 y 46 cm de longitud. La hembra es más grande que el macho. Estos busardos poseen de dos fases de color: La fase oscura (la cabeza, el pecho y bajo las alas son de color café oscuro) y la fase de color claro (la cabeza es oscura, el pecho y la parte bajo las alas son de un color claro). Las patas y las piernas son de un color amarillento en los animales adultos y de un color verdoso en los jóvenes.

## Amenazas
Las amenazas más comunes para el busardo son la caza ilegal, la destrucción de su hábitat natural, envenenamientos, choques con vehículos motorizados, inanición y depredación por otros animales.

## Comportamiento
Esta ave solitaria defiende su territorio, en el cual permanece durante todo el año. Anida entre marzo y septiembre y, normalmente, pone solo un huevo, pero puede llegar a poner hasta tres huevos de una vez. Los huevos son incubados durante 38 días por la hembra, mientras el macho se preocupa de la caza. Después de la incubación, la hembra permite al macho visitar a las crías solo para alimentarlos.
El busardo de Hawái normalmente caza desde una posición fija, pero también es capaz de zambullirse a vuelo contra su presa. Se alimenta de ratas, aves pequeñas, animales de arroyo, grillos, mantis religiosas, milpiés, ciempiés y ocasionalmente de gusanos.
También caza al cuervo hawaiano, otra de las aves de Hawái en peligro de extinción. Son unos predadores oportunistas y versátiles en sus hábitos de alimentación.
Su llamado es agudo y chillón. Se sabe que son muy ruidosos durante la época de reproducción. 
El busardo de Hawái es, en la leyenda hawaiana, un símbolo real, y lleva también el nombre de Iolani, que era el nombre de Kamehameha IV y del Palacio 'Iolani.